# Giorgi Gabedava
Giorgi Gabedava (in georgiano გიორგი გაბედავა?; Tbilisi, 3 ottobre 1989) è un calciatore georgiano, attaccante del Gagra.

## Carriera

### Club
Ha giocato nella massima serie dei campionati georgiano, ucraino e polacco.

### Nazionale
Ha giocato nella nazionale georgiana Under-21.

## Palmarès

### Club

#### Competizioni nazionali
- Coppa di Georgia: 3

Gagra: 2010-2011
Chik. Sachkhere: 2017
Saburtalo Tbilisi: 2019
- Supercoppa di Georgia: 1

Saburtalo Tbilisi: 2020

### Individuale
- Capocannoniere del campionato georgiano: 1

2018 (22 gol)